# Vesicomya nakaii
Vesicomya nakaii is een tweekleppigensoort uit de familie van de Vesicomyidae. De wetenschappelijke naam van de soort is voor het eerst geldig gepubliceerd in 1962 door Okutani.